# Геофізика
Геофі́зика (від дав.-гр. γή — земля та дав.-гр. φυσικά — єство, природа) (англ. geophysics; нім. Geophysik f) — комплекс наук про фізичні властивості Землі й фізичні процеси, які відбуваються в атмосфері, гідросфері та літосфері під впливом внутрішніх сил Землі й космічних тіл.
Складається з фізики Землі, що об'єднує гравіметрію, земний магнетизм, геоелектрику, сейсмологію, геотермію та радіометрію, фізики водойм і фізики атмосфери.
За іншою схемою геофізика включає розділи: сонячно-земна фізика, фізика атмосфери, гідрофізика і фізика «твердої» Землі, розвідувальна геофізика, промислова геофізика, обчислювальна геофізика.

## Фізика Землі
Фізика Землі (геофізика у вузькому значенні слова) являє комплекс наук, що вивчають будову та еволюцію так званої твердої Землі, її склад, властивості, процеси в надрах і інш. У залежності від предмета дослідження у фізиці Землі виділяють самостійні великі розділи: сейсмологію, гравіметрію, геомагнетизм, геотермію, геоелектрику, геодинаміку, дослідження мінералів і гірських порід при високому тиску і температурах, а також інші геофізичні науки, що виникли і розвиваються на стику з геологією (тектоно-фізика тощо), математикою, хімією і т. д.

### Сейсмологія
Сейсмологія — найбільший розділ фізики Землі. Сучасна сейсмологія займається вимірюваннями та аналізом всіх видів рухів у земній корі — від природних джерел (землетрусів) та від штучних джерел — вибухів і різного типу вібраторів. Дослідження характеру поширення сейсміч. хвиль, а також вимірювання періодів власних коливань Землі дозволили вирішити осн. завдання сейсмології — побудувати глобальну сейсмічну модель Землі. Вона розподіляє надра на специфічні зони за густиною речовини, тиском, модулями пружності та ін. Вивчення землетрусів включає виявлення їх геогр. поширеності і зв'язки з регіональними особливостями, розподіл їх за енергіями, розробку теорії підготовки і механізму землетрусу, критеріїв прогнозу — аналіз їх передвісників.

### Гравіметрія
Гравіметрія вивчає гравітаційне поле Землі, його просторову зміну. Гравітац. поле відображає характер розподілу маси в надрах планети і тісно пов'язане з її формою. Відсутність зв'язку гравітац. аномалій з гол. топографіч. особливостями Землі — океанами і континентами — дозволило зробити висновок, що континентальні області ізостатично скомпенсовані. Невеликі локальні або регіональні відхилення гравітаційного поля Землі зумовлені локальними порушеннями ізостазії. Сучасні гравіметри високої чутливості дозволили уперше зареєструвати тимчасові зміни гравітаційного поля, які зумовлені нерівномірністю обертання Землі. Гравіметрія тісно пов'язана з топографією і геодезією.

### Геомагнетизм
Геомагнетизм вивчає геомагнітне поле і його просторово-часові варіації. Вікові варіації відображають складну картину гідромагнітних течій і коливань в ядрі Землі, де розташовані джерела власне геомагнітного поля. Варіації можуть також виникати як результат електромагнітної взаємодії на межі ядро-мантія. Джерела добових і більш коротких варіацій геомагнітного поля знаходяться в атмосфері і магнітосфері. Ці варіації індукують телуричні струми у верх. шарах Землі.

### Геотермія
Геотермія вивчає тепловий стан, розподіл т-ри і її джерел в надрах і теплову історію Землі. Питання про розподіл т-р тісно пов'язане з розподілом джерел тепла в глибинах Землі, що має фундаментальне значення для будь-яких гіпотез про будову і еволюцію планети.

### Геоелектрика
Геоелектрика вивчає електричні властивості, головним чином електропровідність оболонок Землі. Електророзвідка застосовується при пошуках нафтогазових, рудних і інш. родов., а також при гідро-геол. та інж.-геол дослідженнях.

### Геодинаміка
Геодинаміка вивчає методами механіки суцільних середовищ і нерівноважної термодинаміки властивості і процеси, що протікають у «твердій» Землі, а також зв'язки тектоніч., магматич. і метаморфіч. процесів з глибинними. При цьому досліджуються явища і процеси різних просторових і часових масштабів — від глобальних (фігура Землі, власні коливання Землі, дрейф континентів) до локальних процесів в осередках землетрусів, шарах гірських порід, шахтах, свердловинах тощо

### Дослідження мінералів і гірських порід при високих тисках та температурах
Дослідження мінералів і гірських порід при високих тисках та температурах  — важлива галузь геофізики. У статичних установках були вивчені фазові перетворення осн. породоутворюючих мінералів мантії (олівінів, піроксенів, ґранатів) і отримані відповідні фазові діаграми до тиску ~ 3 х104 МПа і т-р ~ 1600ºС. Ці результати були використані для фіз. інтерпретації природи перехідної зони мантії. У лабораторних установках були виконані глибокі дослідження базальтів у зв'язку з розв'язанням проблеми їх утворення і взаємодії при руху від джерела магми до поверхні Землі. Вивчені реологічні параметри мінералів і гірських порід при ~ 1600ºС і тиску в дек. сотень МПа.

## Міжнародні та вітчизняні дослідження
Співпраця в галузі наук про Землю здійснюється рядом міжнар. наук. союзів. Міжнар. геодезич. і геофіз. союз (МГГС) об'єднує діяльність міжнар. асоціацій (геодезії, сейсмології і фізики надр Землі, вулканології і хімії надр Землі і ін.). У рамках МГГС здійснюються міжнар. заходи і програми вивчення Землі — Міжнар. геофіз. рік, Міжнар. рік геофіз. співробітництва, проекти «Верхня мантія Землі», «Літосфера» та ін. Геофізичні дослідження в Україні проводять Інститут геофізики ім. С. І. Субботіна НАН України, установи Міністерства геології, виші та інші заклади.